# August von Eye
August Johann Ludolf von Eye (* 24. Mai 1825 in Fürstenau, Landkreis Osnabrück; † 10. Januar 1896 in Nordhausen, Thüringen) war ein deutscher Dichter, Philosoph, Schriftsteller, Kultur- und Kunsthistoriker und Maler.

## Leben
Eye stammte aus niedersächsischem Adelsgeschlecht und war der älteste Sohn des Notars und Stadtsekretärs Ludwig von Eye. Er ging im Jahr 1845 zum Studium der Rechtswissenschaft an die Universität Göttingen, wandte sich aber bald philosophischen und historischen Studien zu, die er an der Berliner Universität fortsetzte. Während seines Studiums wurde er 1845 Mitglied der Alten Berliner Burschenschaft Germania.
Im Jahr 1853 von Hans Freiherr von und zu Aufseß (1801–1872) an das Germanische Museum in Nürnberg als Vorstand der Kunst- und Altertumssammlungen berufen, ordnete, katalogisierte und vermehrte er diese, welche ihm zugleich reiches Material zu kunst- und kulturhistorischen Studien boten. Er folgte 1875 einem Ruf an die Kunstgewerbeschule zu Dresden, siedelte 1879 aber nach Brasilien über, wo er sich den deutschen Kolonisationsbestrebungen widmete (vgl. seine Schrift Der Auswanderer, Berlin 1885).

## Werke
Von seinen Schriften ist die bekannteste:
- Leben und Wirken Albrecht Dürers (Nördlingen 1860; mit einem Anhang vermehrte neue Ausgabe, das. 1870).

Dann gab er außer vielen kleineren Arbeiten in dem Anzeiger für Kunde der deutschen Vorzeit den in mehreren Auflagen erschienenen Wegweiser durch das Germanische Museum heraus mit den Bilderwerken:
- - Kunst und Leben der Vorzeit (mit Jacob von Falke, Nürnberg 1854; 3. Aufl. 1868, 3 Bde.);
  - Galerie der Meisterwerke deutscher Holzschneidekunst (Nürnberg 1858–61);
- Deutschland vor 300 Jahren in Leben und Kunst (Leipzig 1857); ferner die Schriften:
- Das Reich des Schönen, eine Ästhetik (Berlin 1878);
- Wesen und Wert des Daseins (2. Aufl. Berlin 1886) und den das Leben des schlesischen Dichters Johann Christian Günther behandelnden Roman
- Eine Menschenseele (Nördlingen. 1863).